# Adeonellopsis antilleana
Adeonellopsis antilleana är en mossdjursart som beskrevs av Cheetham, Sanner och Jackson 2007. Adeonellopsis antilleana ingår i släktet Adeonellopsis och familjen Adeonidae. Inga underarter finns listade i Catalogue of Life.